# In Their Finest Hour
In Their Finest Hour är ett samlingsalbum av Atomic Swing som släpptes 1998.

## Låtlista
| Nr           | Titel                         | Längd |
| ------------ | ----------------------------- | ----- |
| 1.           | In The Dust                   | 3:38  |
| 2.           | Smile                         | 4:59  |
| 3.           | Bossanova Swap Meet           | 4:35  |
| 4.           | Too Late To Exit              | 4:05  |
| 5.           | Suburban Wing                 | 4:29  |
| 6.           | Lovething                     | 4:22  |
| 7.           | Teenage Divina                | 5:05  |
| 8.           | So In Need Of A Change        | 5:03  |
| 9.           | Stuck on a Worn-Out Rhyme     | 3:27  |
| 10.          | Stone Me Into The Groove      | 4:03  |
| 11.          | Like A John Needs A Yoko      | 4:28  |
| 12.          | Stray Dog                     | 3:50  |
| 13.          | Waiting on a Friend           | 4:33  |
| 14.          | Dead End Row Playmates (demo) | 4:15  |
| 15.          | Envy Moon (demo)              | 4:49  |
| 16.          | Looking for Tomorrow          | 4:43  |
| Total längd: | Total längd:                  | 70:24 |